# Nils Wachtmeister (1891–1960)
För andra betydelser, se Nils Wachtmeister.
Nils Claes Ludvig Wachtmeister af Johannishus, född 22 februari 1891 i Stockholm, död 9 mars 1960 på Tistad slott i Bärbo församling, var en svensk greve och hovstallmästare. Han var far till Gunnila Bernadotte.
Han var son till universitetskanslern, greve Fredrik Wachtmeister och friherrinnan Louise af Ugglas. Han blev underlöjtnant vid Livregementets dragoner 1913, löjtnant 1918, fick avsked 1919 och blev ryttmästare i reserven 1928. Samma år tillträdde han som stallmästare i Kungliga Majestäts hov och befordrades till hovstallmästare 1943.
Han ägde Tistad i Södermanland från 1919, blev nämndeman 1943 och var styrelseordförande i Hasselfors Bruks AB från 1950.
28 januari 1916 ingick han äktenskap med friherrinnan Märta De Geer af Leufsta (1896–1976), dotter till kammarherren, friherre Louis De Geer (1866–1925) och friherrinnan Märta Cederström samt sondotter till hovmarskalken Louis De Geer. I äktenskapet föddes tre barn, däribland Melcher Fredrik Wachtmeister – far till Peder Wachtmeister – samt Gunnila Bernadotte.
Wachtmeister är begravd på Bärbo kyrkogård tillsammans med sin hustru.

## Priser och utmärkelser
- 1938: riddare av Vasaorden
- 1950: riddare av Nordstjärneorden

## Galleri

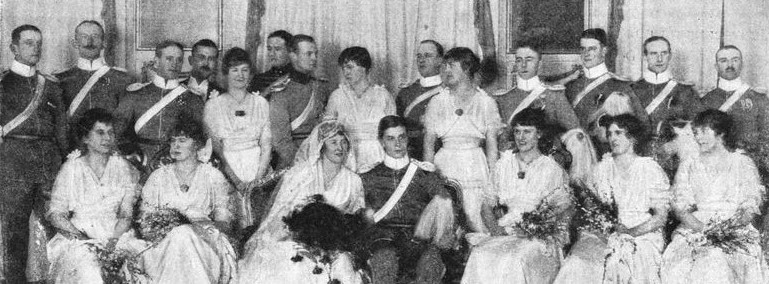
Gruppbild från Wachtmeisters bröllop.